# Центральноавстралійська флористична область
Центральноавстралійська флористична область, або Еремейська область, входить до складу Австралійського флористичного царства.
Область охоплює північні і східні саванові райони, центральні пустелі і Південну  Австралію.
У флорі області ендемічні  родини відсутні, але є близько 40 ендемічних родів, багато з яких належать до родин  лободових, хрестоцвітних і складноцвітих.